# Ternivka, Kaharlîk
Ternivka (în ucraineană Тернівка) este un sat în comuna Lișciînka din raionul Kaharlîk, regiunea Kiev, Ucraina.

## Demografie
Componența lingvistică a localității Ternivka
     Ucraineană (95,05%)
     Rusă (4,95%)
Conform recensământului din 2001, majoritatea populației localității Ternivka era vorbitoare de ucraineană (95,05%), existând în minoritate și vorbitori de rusă (4,95%).